# Tectaria godeffroyi
Tectaria godeffroyi är en ormbunkeart som först beskrevs av Christian Luerssen, och fick sitt nu gällande namn av Edwin Bingham Copeland. Tectaria godeffroyi ingår i släktet Tectaria och familjen Tectariaceae. Inga underarter finns listade.